# Wang Yang
Wang Yang, idioma chino: 汪洋, pinyin: Wang Yang, (* Suzhou, 1955 -  ) es un reconocido político chino. Wang es considerado como uno de los principales reformadores en el liderazgo de China, y con frecuencia se reconoce como pionero en el modelo de desarrollo de Cantón, que se caracteriza por un énfasis en la empresa privada, el crecimiento económico y una mayor participación de la sociedad civil.

## Biografía
Wang Yang nació en Suzhou, Anhui, el 12 de marzo de 1955. Entre 1972 y 1976, trabajó como peón en una fábrica de procesamiento de alimentos antes de ser promovido a supervisor. Se unió al Partido Comunista de China en 1975. Posteriormente se unió a la Escuela del Partido local como instructor, antes de pasar a estudiar economía política en los albores de las reformas económicas de Deng Xiaoping en la Escuela Central del Partido en 1979. Regresó a su ciudad natal como instructor de la política del partido antes de unirse a la organización local de la Juventud Comunista, donde podría ascender a la organización provincial en 1984. Luego pasó a trabajar como Director Adjunto y Director de la Oficina Provincial de Deportes de Anhui hasta 1988.
Sus inicios en la administración civil fueron en Tongling, Anhui, a partir de 1988. Sirvió en la administración municipal como jefe del partido, diputado, alcalde interino, y alcalde, a su vez que estudiaba tratando de obtener un título en administración política en la Escuela Central del Partido. Se convierte en asistente del gobernador provincial al año siguiente, y asciende a vicegobernador de Anhui, entre 1993 y 1998. Fue enviado a trabajar en el gobierno central como el jefe adjunto de la Comisión de Desarrollo y Reforma, y luego como secretario general adjunto del Consejo de Estado entre 2003 y 2005.
Sirvió como el jefe del partido en Chongqing, un municipio interior, de 2005 a 2007. Hasta enero de 2013, se desempeñó como Jefe del Partido Comunista de Cantón, alto cargo de la provincia sureña china.  Es el actual tercer Vicepremier de la República Popular China y fue elegido miembro del 18.° Buró Político en 2012.